# Sofja Alexejewna Dolgorukowa
Fürstin Sofja Alexejewna Dolgorukowa, geborene Gräfin Bobrinskaja, (russisch Софья Алексеевна Долгорукова, урожд. Бобринская; * 25. Dezember 1887jul. / 6. Januar 1888greg. in St. Petersburg; † 8. Dezember 1949 in Paris) war eine russische bzw. britische bzw. französische Ärztin und Pilotin.

## Leben
Sofia Alexejewna Bobrinskaja war die vierte Tochter des Staatsbeamten und späteren Senators Graf Alexei Bobrinski und der Astronomin Nadeschda Bobrinskaja, Tochter des Senators Alexander Polowzow. Über ihre Mutter war sie eine Urenkelin des Großfürsten Michail Pawlowitsch Romanow (1789–1849).
Seit ihrer Kindheit begeisterte sich Dolgorukowa für die exakten Wissenschaften. Sie entwickelte sich zudem zu einer ausgezeichneten Literaturkennerin und schrieb Gedichte. Wie ihre Schwestern Jekaterina und Domna wurde sie 1907 als Fräulein am kaiserlichen Hof aufgenommen.
Anfang 1907 heiratete Bobrinskaja den Leibgarde-Rittmeister Fürst Pjotr Alexandrowitsch Dolgorukow (1883–1925).
Dolgorukowa absolvierte das Frauen-Medizin-Institut in St. Petersburg und arbeitete als Chirurgin im Krankenhaus.

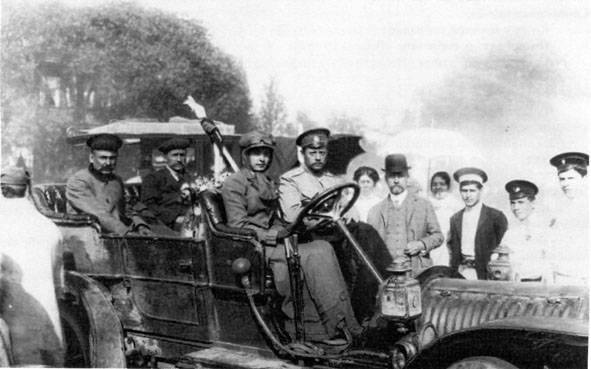
Automobilistin Dolgorukowa (1910)

Als Mitglied der Kaiserlich Russischen Automobilgesellschaft nahm Dolgorukowa im Juni 1910 am 3200-km-Autorennen von St. Petersburg nach Kiew und zurück um den Preis Kaiser Nikolaus’ II. als einzige Frau unter 48 Teilnehmern teil.
Dolgorukowa absolvierte 1912 eine erste Pilotenausbildung an der von Louis Blériot geleiteten Flugschule des Aéro-Club de France in Paris. Nach der Rückkehr begann sie die Ausbildung an der Pilotenschule des Kaiserlich Russischen Aero-Clubs in Gattschina. Im April 1914 erhielt sie den Pilotenschein Nr. 234.
Während des Zweiten Balkankriegs 1913 gehörte sie zur russischen Medizinischen Mission. Als in Serbien die Cholera ausbrach, eröffnete sie in Kočani ein Krankenhaus, wofür sie von König Petar I. eine Auszeichnung erhielt.
Dolgorukowas Ehe endete 1913 durch Scheidung. Ihre einzige Tochter Sofka (1907–1994) wurde von der Großmutter Olga Petrowna Dolgorukowa erzogen.
Nach Beginn des Ersten Weltkriegs meldete sich Dolgorukowa erfolglos für die Militärfliegerei. Darauf war sie Krankenschwester an der Front und wurde mit dem Georgskreuz ausgezeichnet. Nach der Februarrevolution 1917 wurden vom Ministerpräsidenten der Provisorischen Regierung Georgi Lwow im Frühjahr 1917 Frauen für den Dienst in der Armee zugelassen. Dolgorukowa diente nun in der Fliegertruppe zusammen mit Jelena Samsonowa.
Nach der Oktoberrevolution heiratete Dolgorukowa am 12. November 1918 in Petrograd in 2. Ehe den Diplomaten Fürst Pjotr Petrowitsch Wolkonski (1872–1957). Im nächsten Jahr reiste sie aus Sorge um ihre Tochter Sofka nach England, die  im April 1919 mit der Großmutter an Bord der HMS Marlborough in der Begleitung der Kaisermutter Maria Fjodorowna nach England gekommen war. Dolgorukowa kam 1921 noch einmal nach Petrograd, um ihren Mann aus dem Gefängnis zu holen, mit dem sie dann nach London zurückkehrte.
Schließlich in Frankreich arbeitete Dolgorukowa nach Ablegung der Fahrprüfung als Taxifahrerin, während ihr Mann als Übersetzer und Buchhalter arbeitete. In Dieppe arbeitete er 1927–1928 im Casino mauresque des Barons Ginsberg, und sie war Fremdenführerin und Übersetzerin. Ab 1928 war sie Sekretärin des Marquis de Ganay. Sie veröffentlichte 1928 in Paris ein Buch über Moskau in russischer Sprache. Sie schrieb Essays und Rezensionen für russische Zeitschriften. Ihr Buch mit dem Titel Wehe den Besiegten erschien 1934.
Während der Deutschen Besetzung Frankreichs im Zweiten Weltkrieg besuchte Dolgorukowa im September 1942 in Paris ihre Tochter in deutscher Gefangenschaft.
Dolgorukowa starb am 8. Dezember 1949 in Paris und wurde auf einem Pariser Friedhof begraben.